# William Smith (attore)
William Emmett Smith (Columbia, 24 marzo 1933 – Los Angeles, 5 luglio 2021) è stato un attore statunitense.

## Biografia
Iniziò la carriera artistica negli anni quaranta, apparendo come attore bambino in film quali Bernadette (1943), Incontriamoci a Saint Louis (1944) e Gilda (1946). Dopo aver completato gli studi liceali si arruolò nell'US Air Force e partecipò alla guerra di Corea. Si laureò poi in lingua russa alla UCLA di Los Angeles. 
Culturista dal fisico imponente, riprese la carriera cinematografica nel 1958 e ottenne il suo primo ruolo importante nella serie televisiva Laredo, realizzata fra il 1965 e il 1967. Nel corso della sua carriera ha interpretato più di 300 film o episodi di serie televisive.

## Filmografia parziale

### Cinema
- Il gioco dell'amore (The Mating Game), regia di George Marshall (1959)
- Atlantide, il continente perduto (Atlantis, the Lost Continent), regia di George Pal (1961)
- Ad ovest del Montana (Mail Order Bride), regia di Burt Kennedy (1964)
- Un mucchio di bastardi (The Losers), regia di Jack Starrett (1970)
- Grande caldo per il racket della droga (Darker Than Amber), regia di Robert Clouse (1970)
- Quattro sporchi bastardi (C.C. & Company), regia di Seymour Robbie (1970)
- Angels Die Hard, regia di Richard Compton (1970)
- La bara del vampiro (Grave of the Vampire), regia di John Hayes (1972)
- L'invasione delle api regine (Invasion of the Bee Girls), regia di Denis Sanders (1973)
- Il diavolo del volante (The Last American Hero), regia di Lamont Johnson (1973)
- La rossa ombra di Riata (The Deadly Trackers), regia di Barry Shear (1973)
- Camper John, regia di Sean MacGregor (1973)
- Ultimi bagliori di un crepuscolo (Twilight's Last Gleaming), regia di Robert Aldrich (1977)
- Gli avventurieri del pianeta Terra (The Ultimate Warrior), regia di Robert Clouse (1975)
- Scusi, dov'è il West? (The Frisco Kid), regia di Robert Aldrich (1979)
- Sette uomini da uccidere (Seven), regia di Andy Sidaris (1979)
- Veloci di mestiere (Fast Company), regia di David Cronenberg (1979)
- Fai come ti pare (Any Which Way You Can), regia di Buddy Van Horn (1980)
- Conan il barbaro (Conan the Barbarian), regia di John Milius (1982)
- I ragazzi della 56ª strada (The Outsiders), regia di Francis Ford Coppola (1983)
- Rusty il selvaggio (Rumble Fish), regia di Francis Ford Coppola (1983)
- Alba rossa (Red Dawn), regia di John Milius (1984)
- Maledetta estate (The Mean Season), regia di Phillip Borsos (1985)
- Febbre di gioco (Fever Pitch), regia di Richard Brooks (1985)
- Poliziotto sadico (Maniac Cop), regia di William Lustig (1988)
- Memorial Valley Massacre regia di Robert C. Hughes (1989)
- Maverick, regia di Richard Donner (1994)
- Doublecross on Costa's Island, regia di Franco Columbu (1997)

### Televisione
- Mr. Lucky – serie TV, episodi 1x09-1x20 (1959-1960)
- Il virginiano (The Virginian) – serie TV, episodi 2x04-2x25-2x29-3x25-3x30-7x02 (1963-1968)
- Laredo – serie TV, 56 episodi (1965-1967)
- Batman – serie TV, episodio 3x26 (1968)
- Squadra speciale anticrimine (The Felony Squad) – serie TV, episodio 3x14 (1969)
- Colombo (Columbo) – serie TV, episodio 2x02 (1972)
- Agenzia Rockford (The Rockford Files) – serie TV, episodio pilota 0x01 - 0x02 (1974)
- L'uomo da sei milioni di dollari (The Six Million Dollar Man) – serie TV, episodio 1x02 (1974)
- Il pianeta delle scimmie (Planet of the Apes) – serie TV, episodio 1x02 (1974)
- Il ricco e il povero (Rich Man, Poor Man) – miniserie TV, 4 puntate (1976)
- Alla conquista dell'Oregon (The Oregon Trail) – serie TV, episodio 1x11 (1978)
- Fantasilandia (Fantasy Island) – serie TV, 2 episodi (1978-1981)
- Hawaii Squadra Cinque Zero (Hawaii Five-O) – serie TV, 19 episodi (1979)
- CHiPs – serie TV, episodi 3x17-4x07-6x20 (1980-1983)
- Hazzard (The Dukes of Hazzard) – serie TV, episodi 4x08-4x09 (1981)
- Professione pericolo (The Fall Guy) – serie TV, 3 episodi (1982)
- A-Team (The A-Team) – serie TV, episodio 1x04 (1983)
- T.J. Hooker – serie TV, episodio 4x14 (1985)
- Ai confini della realtà (The Twilight Zone) – serie TV, episodio 1x56 (1986)
- La signora in giallo (Murder, She Wrote) – serie TV, episodio 3x07 (1986)

## Doppiatori italiani
Nelle versioni in italiano delle opere in cui ha recitato, William Smith è stato doppiato da:
- Manlio De Angelis ne Il gioco dell'amore
- Giancarlo Maestri in L'invasione delle api regine
- Walter Maestosi in Fai come ti pare
- Franco Odoardi in Conan il barbaro
- Giorgio Bandiera in La signora in giallo
- Paolo Buglioni in Poliziotto sadico
- Pasquale Anselmo in Hawaii Squadra Cinque Zero (ridoppiaggio)